# Elecciones generales de Honduras de 1924
Las elecciones generales de Honduras de 1924, se realizaron el 28 de diciembre de 1924, para el cambio de autoridades gubernamentales como ser:
- Presidente de Honduras: Jefe de Estado de Honduras que ejercerá las funciones de dirección del Poder Ejecutivo de Honduras por mandato del pueblo.
- Diputados al Congreso de Honduras.
- Alcaldes municipales.

## Candidato ganador
El ganador fue el santabarbarense doctor Miguel Paz Barahona candidato del Partido Nacional de Honduras, con un amplio margen sobre su contrincante el doctor Policarpo Bonilla, candidato de su propio movimiento el Partido Liberal Constitucional, escindido del Partido Liberal de Honduras, del cual Bonilla fue fundador y que no le dio el apoyo necesario en esta campaña presidencial, cosa contraria a las elecciones de 1923. Los votos de Paz Barahona que fueron 72,021 fue el recuento de lo encontrado en las urnas. Por otra parte, Paz Barahona se encontraba en las elecciones de 1923 dentro de la Fórmula nacionalista Carias-Paz Barahona, ahora como presidente constitucional tuvo problemas en su administración al tener que enfrentarse al general intibucano Gregorio Ferrera que intento realizar una nueva guerra civil y quedarse en el poder.